# Turpinia insignis
Turpinia insignis là một loài thực vật có hoa trong họ Staphyleaceae. Loài này được (Kunth) Tul. miêu tả khoa học đầu tiên năm 1847.